# Pleurapunctie
Een pleurapunctie (of thoracentesis) is een invasieve procedure om pleuravocht of lucht bij een pneumothorax te verwijderen, waarbij er verdere diagnostiek naar dit vocht kan plaatsvinden. Hierbij wordt een holle naald tussen de ribben in de pleuraholte gebracht, waarna vocht opgezogen wordt. In het algemeen wordt hierbij geen verdoving gebruikt, omdat dat een extra prik zou vereisen. Deze procedure werd voor het eerst beschreven in 1852.

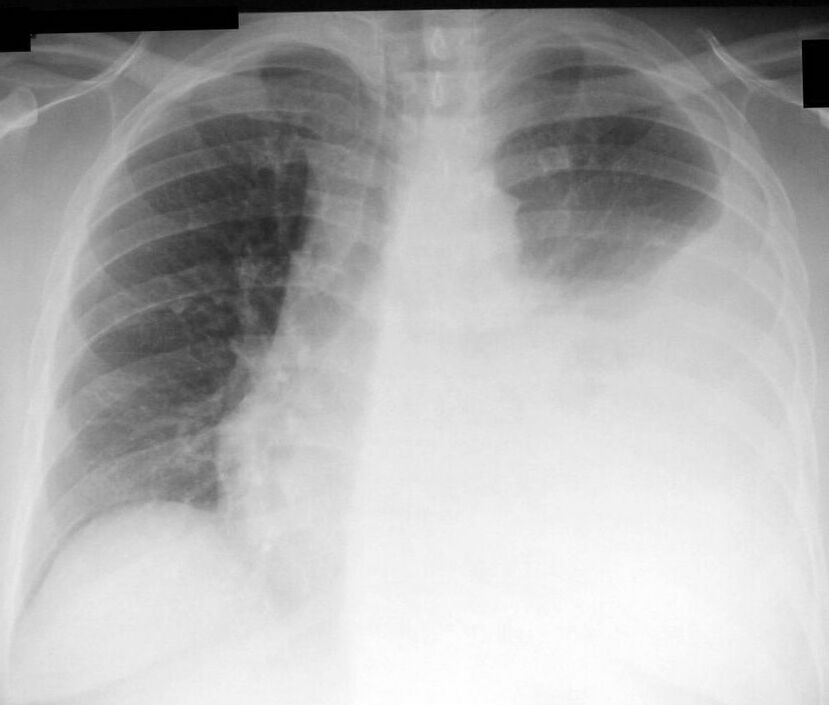
Pleuravocht in de linker thoraxholte

De aanbevolen locatie om de pleurapunctie te verrichten verschilt in de literatuur. Vaak wordt geprikt in de midaxillair lijn, in de zesde, zevende of achtste intercostaalruimte.

## Indicaties
Deze procedure is noodzakelijk indien zich onverklaard pleuravocht ophoopt in de borstholte tussen de longvliezen. Als zich veel pleuravocht ophoopt kan deze procedure ook plaatsvinden om tegelijkertijd het pleuravocht te laten aflopen. Hierbij wordt een drain achtergelaten in de pleuraholte.

## Contra-indicaties
Als de patiënt niet meewerkt of als er een stollingsstoornis bestaat, die niet met medicijnen gecorrigeerd kan worden, geldt dat als een absolute contra-indicatie.
Relatieve contra-indicaties zijn de aanwezigheid van bullae bij longemfyseem, het gebruik van PEEP tijdens een beademing en de aanwezigheid van maar één long.

## Complicaties
De belangrijkste complicaties van een pleurapunctie zijn het ontstaan van een pneumothorax en een hematothorax. Zeldzaam is het ontstaan van re-expansie oedeem na het verwijderen van grote hoeveelheden pleuravocht.

## Analyse van het pleuravocht
Nadat het vocht is afgenomen wordt het onderzocht op biochemische, cytologische en microbiologische parameters om de diagnose te kunnen stellen. 
In het algemeen wordt de pleurapunctie alleen verricht door de longarts.